# 縱帶羊魚
縱帶羊魚為輻鰭魚綱鱸形目鱸亞目鬚鯛科的其中一種，分布於東大西洋區，從挪威西部至塞內加爾、維德角群島海域，棲息深度5-409公尺，體長可達40公分，棲息在沙泥底質海域，屬肉食性，以多毛類、軟體動物、魚類等為食，繁殖期在5月至7月，可做為食用魚，適合各種烹飪方式食用。